# Хаста
Ха́ста — мера длины, используемая в древнеиндийской литературе.
1 хаста = {\displaystyle {1 \over 32000}} йоджаны = 432 мм. Соответствие хасты современным мерам длины вычислял сотрудник Института Бхактиведанты, доктор математики Ричард Томпсон.